# Шаркади, Имре
Имре Шаркади (венг. Imre Sarkadi; 13 августа 1921, Дебрецен — 12 апреля 1961, Будапешт) — венгерский прозаик, драматург, журналист.

## Биография
Трудовую карьеру начал в 1941 году в Дебрецене помощником аптекаря. В 1943—1944 — типографским рабочим. В 1946 году он переехал в Будапешт и с этого времени занимался журналистикой.
В апреле 1961 года покончил жизнь самоубийством — выбросившись из окна. Одной из главных причин самоубийства Шаркади называют разочарование в социалистической действительности после Венгерского восстания 1956 года.

## Творчество
Имре Шаркади — талантливый представитель так называемого «поколения светлых ветров» — молодых венгерских литераторов, творчество которых развивалось после второй мировой войны, воспевавших социалистические перемены в послевоенной Венгрии.
Основная тема творчества писателя — жизнь венгерского села, трагические конфликты во времена авторитарного режима Хорти в Венгрии, проблемы переустройства села на социалистических началах.
В произведениях Имре Шаркади отражены социальные преобразования в республике, затронуты проблемы социалистической морали, показано становление нового человека в венгерском обществе.
В своих публицистических статьях поднимал острые проблемы, стоявшие перед венгерской литературой и искусством.
Писал пьесы для одного из будапештских театров.

## Избранная библиография
Имре Шаркади — автор романов:
- Симеон-столпник (1948),
- Путь Яноша Гала (1950),
- Призрак ходит в Секеши (1950),
- Рози (1950),
- В вихре (1955),
- Безумец и чудовище (1960),

повестей
- Зверь с хутора (1953),
- Трусиха (1961),
- Потерянный рай ,
- Записки Золтана Шебека,
- Ходи по улицам с умом

сборников рассказов
- Счастье Михая Барты (1952) ,
- Рябиновая тропинка (1954),
- Несостоявшаяся встреча (1956),

пьес
- Дорога с хутора (1952),
- Сентябрь (1955),
- Симеон-столпник (1960),
- Потерянный рай (1961),

сценариев фильмов
- Карусель (1955). Фильм Золтана Фабри снят по двум новеллам Имре Шаркади, «В колодце» и «Истина», и повествует об истории любви деревенских парня и девушки, дерзнувших во имя своего счастья выступить против иерархического уклада деревни. В 1956 году картина представляла венгерский кинематограф в Каннах.
- Хищник (1961)

Произведения И. Шаркади публиковались в переводе на многие языки мира, в том числе на русском. Пьесы шли на театральных сценах СССР.

## Награды и премии
- Премия имени Кошута (1955)
- Премия имени Аттилы Йожефа (1951, 1952, 1954)